# KvKK 62
KvKK 62 (Kevyt KoneKivддri) là loại súng máy hạng nhẹ của Phần Lan do Valmet phát triển vào cuối những năm 1950 cho lực lượng phòng vệ Phần Lan, mẫu thử nghiệm được giới thiệu vào đầu những năm 1960 và khẩu đầu tiên được đưa vào biên chế năm 1966. Loại súng này vẫn còn được sử dụng nhưng đã có kế hoạch thay thế bằng các loại súng máy đa chức năng khác có thể là PKM với độ tin cậy cao hơn.

## Thiết kế
KvKK 62 sử dụng cơ chế nạp đạn bằng khí nén với bolt chèn nghiêng khá giống với khẩu Vz. 52. Hình dáng tổng thể có các điểm giống với khẩu ZB vz. 26. Thân và các bộ phận của súng được làm bằng thép, báng súng rỗng có lò xo giảm giật cho bộ phận nạp đạn giúp giảm độ giật của súng khi bắn. KvKK 62 nạp đạn bằng dây đạn từ phía bên phải, hộp đạn dùng để chứa dây đạn có thể gắn vào súng. Điểm bất tiện của súng là nó không có khả năng thay nòng nhanh vì thế dễ dàng bị quá tải nhiệt khi bắn lâu không thể duy trì khả năng bắn áp đảo vì thế nó thích hợp cho chiến thuật đánh và chạy hơn. Nòng súng có một quai xách có thể gấp lại để dễ dàng cho việc di chuyển và tác chiến, súng còn được tích hợp một chân chống chữ V.
Súng sử dụng đạn 7,62×39mm vốn là loại đạn tiêu chuẩn của lực lượng quân đội Phần Lan để có thể tác chiến chung với các khẩu súng trường tấn công khác như Rk 62 đến Rk 95 TP. Nó được đánh giá là có độ chính xác tốt ở khoảng cách xa do độ giật thấp cũng như có tốc độ bắn cao. Điểm yếu của loại súng này là nó rất nhạy cảm với môi trường nhất là bụi đất nên cần phải được bảo dưỡng nhiều hơn các loại súng trường tấn công.